# Commentari (Ghiberti)
I Commentari sono un trattato/memoriale dello scultore fiorentino Lorenzo Ghiberti. Databili all'età avanzata dello scultore, verso il 1452-1455, vi si cerca di ricomporre le conoscenze artistiche dell'epoca in una struttura razionale, con intenti anche celebrativi dell'autore stesso. Narrando opere e fatti relativi anche a colleghi, Ghiberti scrisse una delle più antiche fonti sulla storia dell'arte medievale/rinascimentale italiana, un secolo prima di Giorgio Vasari, il quale attinse dai Commentari varie informazioni.

## Descrizione
I libri erano dedicati a un personaggio ragguardevole di cui però l'autore non fa il nome, lo Schlosser propone il nome di Niccolò Niccoli; il trattato è incompiuto e si interrompe al terzo libro, che comunque ha il carattere di abbozzo. Nel primo libro il proemio è ripreso dall'architetto militare dell'età dei Diadochi Ateneo il Vecchio, mentre il programma dell'educazione a cui deve attendere un artista è ripreso dall'opera di Vitruvio, integrandola con lo studio della prospettiva e dell'anatomia, infine per la storia artistica si rifà all'opera di Plinio. Sul finire di questo primo commentario egli si concentra sulle biografie degli artisti e diventa molto di parte quando parla del suo successo personale (si ritiene molto bravo).
Nel secondo libro continua la trattazione storica, parla della cosiddetta media età, in cui inserisce le biografie artistiche (le prime di questa specie), fatte su base stilistica e non su base aneddotica, partendo da Giotto parla dei maggiori artisti trecenteschi e quattrocenteschi in maggior numero fiorentini e toscani, ma cita anche artisti romani e napoletani e lo scultore tedesco Gusmin, suo contemporaneo; segue la prima autobiografia artistica della storia, in cui ripercorre il suo operato artistico; alla fine del libro annuncia la realizzazione di un trattato sull'architettura.
Il terzo libro è un tentativo di determinare le basi teoriche dell'arte, il suo interesse si concentra soprattutto sull'ottica. Sono nozioni scolastiche antiche o medievali tratte da un celebre manuale arabo: l'Ottica di Alhazen, assieme a Tolomeo e agli scritti sulla prospettiva di Ruggero Bacone. Più avanti parla dell'antichità, soffermandosi a parlare dei resti di Firenze, Siena e Roma, la fine è composta da una teoria delle proporzioni, criticando Vitruvio, cita il codice di Varrone, e per la prima volta viene mostrato il metodo di costruire la figura umana su un reticolato; il libro si interrompe bruscamente.

## Artisti trattati nella seconda sezione
- Giotto
- Stefano Fiorentino
- Taddeo Gaddi
- Maso di Banco
- Buonamico Buffalmacco
- Pietro Cavallini
- Andrea di Cione detto l'Orcagna
- Nardo di Cione
- Jacopo di Cione
- Ambrogio Lorenzetti
- Simone Martini
- Barna da Siena
- Duccio di Buoninsegna
- Giovanni Pisano
- Andrea Pisano
- Lorenzo Ghiberti